# Orde van de Slavinnen van de Deugd

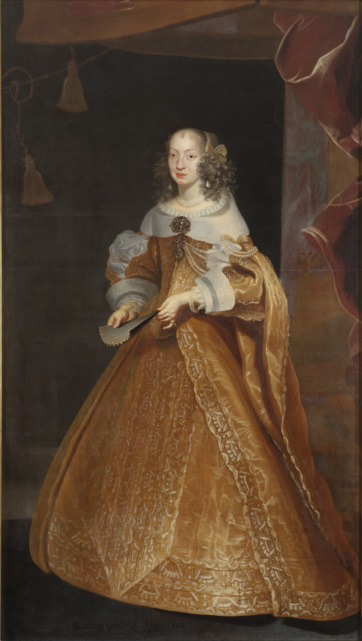
De deugdzame Keizerin-stichtster

De Orde van de Slavinnen van de Deugd, (Duits: Orden der Sklavinnen der Tugend) werd in 1662 door Keizerin Eleonora (1630-1686), weduwe van keizer Ferdinand III van het Heilige Roomse Rijk van de Duitse Natie ingesteld.
De dames verplichtten zich bij hun opname in deze damesorde deugdzaam en vroom te zijn. Zij moesten vrome werkzaamheden verrichten (Duits: Werke der Frömmigkeit ausüben). De dames moesten van oude adel zijn en hun aantal was beperkt tot dertig, prinsessen niet meegerekend. De keizerin, grootmeesteres of "Grote Dame" (Duits: Groß-Dame) van de orde besliste over de benoemingen in deze orde.
Het kleinood van de Dames in de Orde van de Slavinnen van de Deugd was een medaille of medaillon met daarop een door een groen geëmailleerde lauwerkrans omgeven gouden stralende zonneschijf waaromheen "SOL. UBIQ. TRIUM." stond geschreven. Deze Latijnse tekst staat voor "Sola ubique triumphat" wat "alleen deugd overwint" betekent.
Aan het keizerlijk hof droegen de Dames de Ordekleding of het kleinood dat zij, op straffe van het verbeuren van 100 taler voor de "eerzame armen", aan een gouden ketting op de linkerbovenarm moesten dragen. In het dagelijks leven volstond een kleinere medaille aan een zwart lint.
Na het overlijden van een van de Dames werd haar grote medaille aan de Grote Dame teruggestuurd. De kleine medaille bleef voor de familie als aandenken bewaard.

## Groot-dames van de Orde
- 1662-1666 : keizerin-douairière Eleonora (1630-1686, Huis Gonzaga), vrouw van keizer Ferdinand III en stiefmoeder van keizer Leopold I
- 1666-1673 : keizerin Margaretha Theresia (1651–1673, Huis Habsburg van Spanje), vrouw van keizer Leopold I
- 1673-1676 : keizerin Claudia van Oostenrijk (1653-1676, Huis van Oostenrijk), vrouw van keizer Leopold I
- 1676-1720 : keizerin Eleonora (1655-1720, Huis van Palts-Neuberg), vrouw van keizer Leopold I

Keizerin Eleonora, weduwe van keizer Leopold I was de laatste grote dame. Na haar dood in 1720 raakte de Orde in vergetelheid.
In het graf van keizerin Eleonora werd in 1980 tijdens een restauratie een versiersel van de Orde van de Slavinnen van de Deugd gevonden. De Keizerin had zich met het juweel van haar orde laten begraven. Het is het enige bekende exemplaar.